# けいおん! 放課後リズムタイム
『けいおん! 放課後リズムタイム』（けいおんほうかごリズムタイム）は2013年4月26日より稼働開始されたトレーディングカードアーケードゲーム。発売元はセガ（後のセガ・インタラクティブ）、ゲームブランドはアトラス。

## 概要
かきふらいによる女子高生の軽音楽部を題材にした漫画およびアニメ『けいおん!』を原作としたコンピュータゲーム(トレーディングカード+音楽ゲーム)。『けいおん!』としては初のアーケードゲームとなる。楽曲はアニメ第1期から11曲を収録。筐体はアトラスの汎用カードゲーム筐体「クルカステーション」を採用し稼動終了した『電車カードゲーム テツダマシィ』から順次入れ替え。発売元は当初はインデックス（旧法人）であったが、旧：インデックスの民事再生手続に伴い2013年11月にインデックス（旧：セガドリーム）に変更され、2013年12月にはインデックスが手掛けていたアミューズメント事業のセガへの移管に伴い、セガに発売元が三たび変更された。
プレイヤーは毎回のゲーム開始時に、5人のメインキャラクターの中から1人、応援したいメンバーを選択する。ここで選択されたメンバーには、その回のプレイ結果(リズムゲームの得点、カードの組み合わせによる特殊コンボ、記念日効果など)によって「応援ポイント」が加算される。応援ポイントの総計によって筐体内のキャラクターランキングが決定され、ランキングトップのキャラクターはその筐体のナビゲーション役となる。

## ゲームの流れ
最初にコインを投入し、ゲームをプレイするか、カードのみ購入するかを選ぶ。ゲームをプレイする場合はここでカードが1枚払い出され、カードのみ購入する場合は5枚まで続けて購入可能。
(以下、ゲームをプレイする場合)
1. メインキャラクター5人の中から、自分の応援したいメンバーを1人選択する。
2. リズムゲームで使用するカードを3枚までゲーム機にスキャンさせる。
3. リズムゲームで使用する楽曲と難易度(3段階)を選択する。
4. リズムゲームをプレイする。音楽に合わせて画面上に表示されるマーカーに従い、タイミング良くボタンを押していくことで高得点となる。
5. リズムゲームが終了すると結果が表示され、応援するメンバーに応援ポイントが加算される。

## リリース
- 第1弾 2013年4月26日開始 全46種
- 第2弾 2013年12月18日開始 全46種